# Smail Prevljak
Smail Prevljak (Konjic, 10 maggio 1995) è un calciatore bosniaco, attaccante dell'Hertha Berlino e della nazionale bosniaca.

## Caratteristiche tecniche
Gioca principalmente come centravanti, ambidestro, nonostante la statura 187 cm. possiede una buona velocità, predilige agire su tutto il fronte d'attacco essendo dotato di una buona rapidità può giocare anche come seconda punta o ala.

## Carriera

### Club

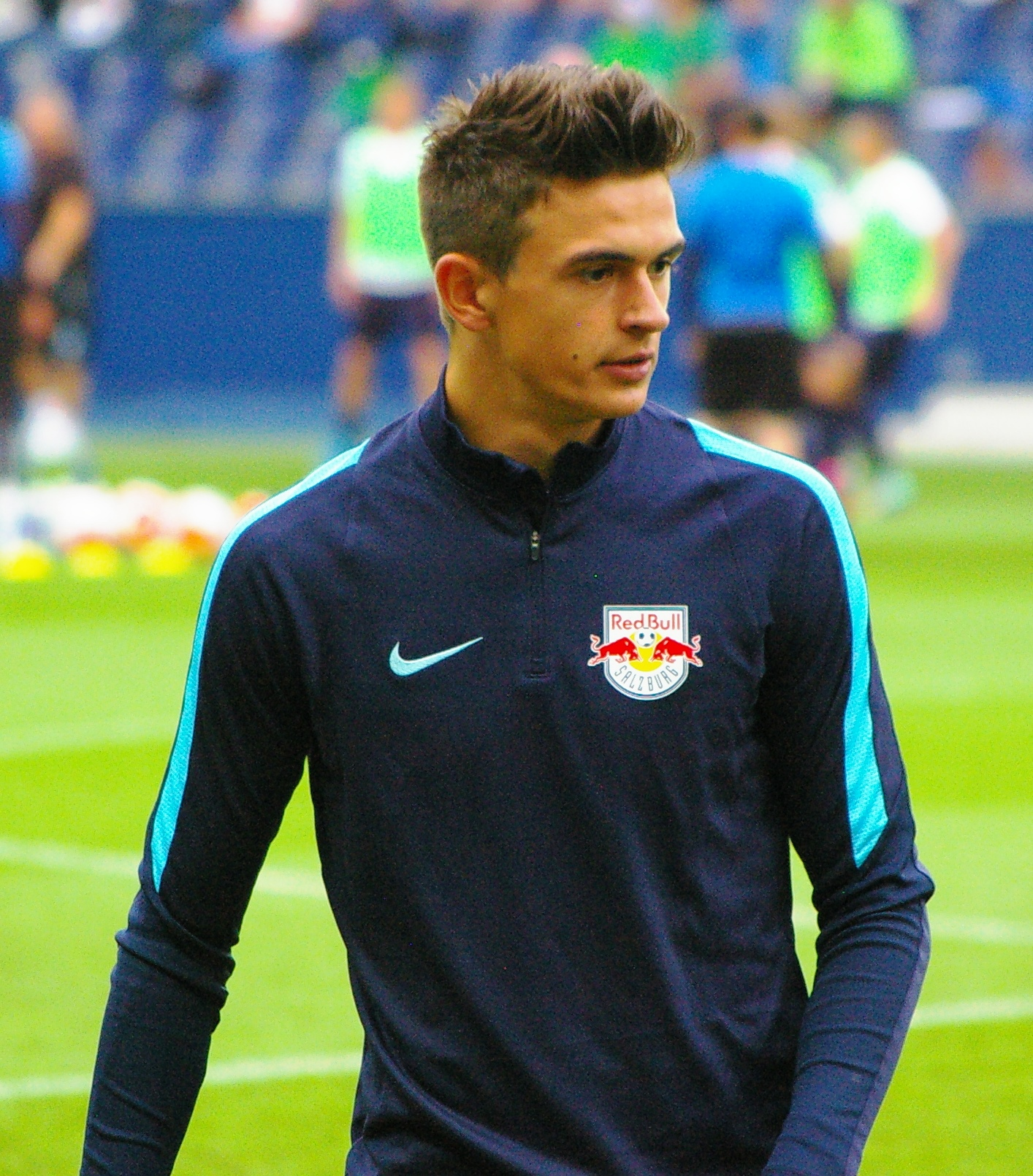
Smail Prevljak durante un riscaldamento con la maglia del Salisburgo nel 2015.

Cresce calcisticamente nelle giovanili dello Igman Konjic società della sua città natale, per poi passare nell'estate 2013 ai tedeschi del Lipsia dove firma un contratto biennale con la società tedesca, disputando nel maggio 2014, due partite segnando una rete con la squadra B. La stagione successiva, riesce a debuttare in prima squadra, il 2 agosto 2014 in una partita di Zweite Liga, seconda serie tedesca giocata in casa contro il VfR Aalen (0-0). Il 28 agosto dello stesso anno, viene girato in prestito al Red Bull Salisburgo società austriaca che lo gira a sua volta alla società satellite del Liefering militante nella seconda serie austriaca. Con il Liefering segna la sua prima rete il 3 ottobre seguente, nella partita vinta in casa per 4-1 contro il Wacker Innsbruck. Tuttavia disputa una buona stagione segnando 14 reti in 17 partite giocate, venendo anche nominato a fine campionato come il migliore giocatore del campionato.
Il 9 settembre 2014 fa il suo esordio in campionato con la maglia del Red Bull Salisburgo nella partita persa per 4-1 in trasferta contro lo SCR Altach. Dopo essersi liberato dal Lipsia, nel giugno 2015 viene acquistato a parametro zero dal Salisburgo. Il 23 agosto seguente sigla anche la sua prima rete nella massima serie austriaca contro l'Austria Vienna nel 2-2 finale. Durante la stagione si alterna militando tra Salisburgo e Liefering. Nell'aprile 2016 nella partita giocata in trasferta contro il Rapid Vienna, si rompe i legamenti del crociato del ginocchio sinistro, costringendolo ad un lungo stop forzato. Il 24 febbraio 2017 a distanza di quasi un anno torna in campo con la maglia del Liefering giocando nella partita interna persa 3-0 contro il LASK Linz. Nel giugno 2017 viene girato in prestito annuale al Mattersburg società militante nella massima serie austriaca. Il 15 luglio seguente segna la sua prima rete con la maglia biancoverde nella partita giocata in trasferta e vinta 6-1 in coppa d'Austria contro il Saalfelden.
Il 3 marzo 2018 realizza la sua seconda tripletta in carriera, prima nella Tipico Bundesliga (in massima serie austriaca) nella partita interna di campionato vinta per 3-2 contro l'Admira Wacker. Dopo aver disputato un'ottima stagione nelle file del Mattersburg, fa ritorno al Salisburgo.

### Nazionale
Nel 2015 ha giocato durante l'annata solare cinque partite senza mai segnare nell'Under-21 bosniaca.
Nel marzo del 2018 viene convocato per la prima volta dal CT Robert Prosinečki in nazionale maggiore, per le due sfide amichevoli in programma il 23 e 27 marzo rispettivamente contro Bulgaria e Senegal, fa il suo esordio in nazionale il 23 marzo nella partita contro la Bulgaria, entrando al 76º al posto di Edin Džeko.

## Statistiche

### Presenze e reti nei club
Statistiche aggiornate al 16 dicembre 2018.
| Stagione          | Squadra           | Campionato        | Campionato | Campionato | Coppa nazionali | Coppa nazionali | Coppa nazionali | Coppe continentali | Coppe continentali | Coppe continentali | Altre coppe | Altre coppe | Altre coppe | Totale | Totale |
| Stagione          | Squadra           | Comp              | Pres       | Reti       | Comp            | Pres            | Reti            | Comp               | Pres               | Reti               | Comp        | Pres        | Reti        | Pres   | Reti   |
| ----------------- | ----------------- | ----------------- | ---------- | ---------- | --------------- | --------------- | --------------- | ------------------ | ------------------ | ------------------ | ----------- | ----------- | ----------- | ------ | ------ |
| mag. 2014         | Lipsia II         | SL                | 2          | 1          | -               | -               | -               | -                  | -                  | -                  | -           | -           | -           | 2      | 1      |
| ago. 2014         | Lipsia            | 2L                | 1          | 0          | CG              | 0               | 0               | -                  | -                  | -                  | -           | -           | -           | 1      | 0      |
| nov. 2014-2015    | Salisburgo        | BL                | 1          | 0          | ÖC              | 0               | 0               | UCL+UEL            | 0+0                | 0                  | -           | -           | -           | 1      | 0      |
| 2015-2016         | Salisburgo        | BL                | 7          | 1          | ÖC              | 2               | 1               | UCL+UEL            | 1+0                | 0                  | -           | -           | -           | 10     | 2      |
| set. 2014-2015    | Liefering         | EL                | 17         | 14         | -               | -               | -               | -                  | -                  | -                  | -           | -           | -           | 17     | 14     |
| 2015-2016         | Liefering         | EL                | 14         | 8          | -               | -               | -               | -                  | -                  | -                  | -           | -           | -           | 25     | 8      |
| feb.-giu. 2017    | Liefering         | EL                | 14         | 2          | -               | -               | -               | -                  | -                  | -                  | -           | -           | -           | 14     | 2      |
| Totale Liefering  | Totale Liefering  | Totale Liefering  | 45         | 24         |                 | -               | -               |                    | -                  | -                  |             | -           | -           | 45     | 24     |
| 2017-2018         | Mattersburg       | BL                | 32         | 16         | ÖC              | 4               | 2               | -                  | -                  | -                  | -           | -           | -           | 36     | 18     |
| 2018-2019         | Salisburgo        | BL                | 13         | 8          | ÖC              | 3               | 2               | UCL+UCL            | 1+4                | 0                  | -           | -           | -           | 21     | 10     |
| Totale Salisburgo | Totale Salisburgo | Totale Salisburgo | 21         | 9          |                 | 5               | 3               |                    | 6                  | 0                  |             | -           | -           | 32     | 12     |
| Totale carriera   | Totale carriera   | Totale carriera   | 101        | 50         |                 | 9               | 5               |                    | 6                  | 0                  |             | -           | -           | 116    | 55     |

### Cronologia presenze e reti in nazionale
| Cronologia completa delle presenze e delle reti in nazionale ― Bosnia ed Erzegovina | Cronologia completa delle presenze e delle reti in nazionale ― Bosnia ed Erzegovina | Cronologia completa delle presenze e delle reti in nazionale ― Bosnia ed Erzegovina | Cronologia completa delle presenze e delle reti in nazionale ― Bosnia ed Erzegovina | Cronologia completa delle presenze e delle reti in nazionale ― Bosnia ed Erzegovina | Cronologia completa delle presenze e delle reti in nazionale ― Bosnia ed Erzegovina | Cronologia completa delle presenze e delle reti in nazionale ― Bosnia ed Erzegovina | Cronologia completa delle presenze e delle reti in nazionale ― Bosnia ed Erzegovina |
| Data                                                                                | Città                                                                               | In casa                                                                             | Risultato                                                                           | Ospiti                                                                              | Competizione                                                                        | Reti                                                                                | Note                                                                                |
| ----------------------------------------------------------------------------------- | ----------------------------------------------------------------------------------- | ----------------------------------------------------------------------------------- | ----------------------------------------------------------------------------------- | ----------------------------------------------------------------------------------- | ----------------------------------------------------------------------------------- | ----------------------------------------------------------------------------------- | ----------------------------------------------------------------------------------- |
| 23-3-2018                                                                           | Razgrad                                                                             | Bulgaria                                                                            | 0 – 1                                                                               | Bosnia ed Erzegovina                                                                | Amichevole                                                                          | -                                                                                   | 76’                                                                                 |
| 14-10-2020                                                                          | Breslavia                                                                           | Polonia                                                                             | 3 – 0                                                                               | Bosnia ed Erzegovina                                                                | UEFA Nations League 2020-2021 - 1º turno                                            | -                                                                                   | 58’                                                                                 |
| 12-11-2020                                                                          | Sarajevo                                                                            | Bosnia ed Erzegovina                                                                | 0 – 2                                                                               | Iran                                                                                | Amichevole                                                                          | -                                                                                   | 58’                                                                                 |
| 15-11-2020                                                                          | Amsterdam                                                                           | Paesi Bassi                                                                         | 3 – 1                                                                               | Bosnia ed Erzegovina                                                                | UEFA Nations League 2020-2021 - 1º turno                                            | 1                                                                                   | 61’                                                                                 |
| 18-11-2020                                                                          | Sarajevo                                                                            | Bosnia ed Erzegovina                                                                | 0 – 2                                                                               | Italia                                                                              | UEFA Nations League 2020-2021 - 1º turno                                            | -                                                                                   | 79’                                                                                 |
| 27-3-2021                                                                           | Zenica                                                                              | Bosnia ed Erzegovina                                                                | 0 – 0                                                                               | Costa Rica                                                                          | Amichevole                                                                          | -                                                                                   | 46’                                                                                 |
| 31-3-2021                                                                           | Sarajevo                                                                            | Bosnia ed Erzegovina                                                                | 0 – 1                                                                               | Francia                                                                             | Qual. Mondiali 2022                                                                 | -                                                                                   | 86’                                                                                 |
| 2-6-2021                                                                            | Sarajevo                                                                            | Bosnia ed Erzegovina                                                                | 0 – 0                                                                               | Montenegro                                                                          | Amichevole                                                                          | -                                                                                   | 65’                                                                                 |
| 6-6-2021                                                                            | Brøndbyvester                                                                       | Danimarca                                                                           | 2 – 0                                                                               | Bosnia ed Erzegovina                                                                | Amichevole                                                                          | -                                                                                   | 53’ 70’                                                                             |
| 1-9-2021                                                                            | Strasburgo                                                                          | Francia                                                                             | 1 – 1                                                                               | Bosnia ed Erzegovina                                                                | Qual. Mondiali 2022                                                                 | -                                                                                   | 72’                                                                                 |
| 4-9-2021                                                                            | Zenica                                                                              | Bosnia ed Erzegovina                                                                | 1 – 0                                                                               | Kuwait                                                                              | Amichevole                                                                          | 1                                                                                   |                                                                                     |
| 7-9-2021                                                                            | Zenica                                                                              | Bosnia ed Erzegovina                                                                | 2 – 2                                                                               | Kazakistan                                                                          | Qual. Mondiali 2022                                                                 | -                                                                                   | 79’                                                                                 |
| 9-10-2021                                                                           | Astana                                                                              | Kazakistan                                                                          | 0 – 2                                                                               | Bosnia ed Erzegovina                                                                | Qual. Mondiali 2022                                                                 | 2                                                                                   | 80’                                                                                 |
| 12-10-2021                                                                          | Leopoli                                                                             | Ucraina                                                                             | 1 – 1                                                                               | Bosnia ed Erzegovina                                                                | Qual. Mondiali 2022                                                                 | -                                                                                   | 64’ 82’                                                                             |
| 13-11-2021                                                                          | Zenica                                                                              | Bosnia ed Erzegovina                                                                | 1 – 3                                                                               | Finlandia                                                                           | Qual. Mondiali 2022                                                                 | -                                                                                   |                                                                                     |
| 16-11-2021                                                                          | Zenica                                                                              | Bosnia ed Erzegovina                                                                | 0 – 2                                                                               | Ucraina                                                                             | Qual. Mondiali 2022                                                                 | -                                                                                   | 71’                                                                                 |
| 25-3-2022                                                                           | Zenica                                                                              | Bosnia ed Erzegovina                                                                | 0 – 1                                                                               | Georgia                                                                             | Amichevole                                                                          | -                                                                                   | 87’                                                                                 |
| 29-3-2022                                                                           | Zenica                                                                              | Bosnia ed Erzegovina                                                                | 1 – 0                                                                               | Lussemburgo                                                                         | Amichevole                                                                          | -                                                                                   | 66’                                                                                 |
| 4-6-2022                                                                            | Helsinki                                                                            | Finlandia                                                                           | 1 – 1                                                                               | Bosnia ed Erzegovina                                                                | UEFA Nations League 2022-2023 - 1º turno                                            | 1                                                                                   | 83’                                                                                 |
| 7-6-2022                                                                            | Zenica                                                                              | Bosnia ed Erzegovina                                                                | 1 – 0                                                                               | Romania                                                                             | UEFA Nations League 2022-2023 - 1º turno                                            | 1                                                                                   | 46’ 67’                                                                             |
| 11-6-2022                                                                           | Podgorica                                                                           | Montenegro                                                                          | 1 – 1                                                                               | Bosnia ed Erzegovina                                                                | UEFA Nations League 2022-2023 - 1º turno                                            | -                                                                                   | 61’                                                                                 |
| 26-9-2022                                                                           | Bucarest                                                                            | Romania                                                                             | 4 – 1                                                                               | Bosnia ed Erzegovina                                                                | UEFA Nations League 2022-2023 - 1º turno                                            | -                                                                                   | cap.                                                                                |
| 23-3-2023                                                                           | Zenica                                                                              | Bosnia ed Erzegovina                                                                | 3 – 0                                                                               | Islanda                                                                             | Qual. Euro 2024                                                                     | -                                                                                   | 67’                                                                                 |
| 26-3-2023                                                                           | Bratislava                                                                          | Slovacchia                                                                          | 2 – 0                                                                               | Bosnia ed Erzegovina                                                                | Qual. Euro 2024                                                                     | -                                                                                   | 63’                                                                                 |
| 20-6-2023                                                                           | Zenica                                                                              | Bosnia ed Erzegovina                                                                | 0 – 2                                                                               | Lussemburgo                                                                         | Qual. Euro 2024                                                                     | -                                                                                   | 72’                                                                                 |
| 16-11-2023                                                                          | Lussemburgo                                                                         | Lussemburgo                                                                         | 4 – 1                                                                               | Bosnia ed Erzegovina                                                                | Qual. Euro 2024                                                                     | -                                                                                   | 80’                                                                                 |
| 19-11-2023                                                                          | Zenica                                                                              | Bosnia ed Erzegovina                                                                | 1 – 2                                                                               | Slovacchia                                                                          | Qual. Euro 2024                                                                     | -                                                                                   | 59’                                                                                 |
| Totale                                                                              |                                                                                     | Presenze                                                                            | 27                                                                                  |                                                                                     | Reti                                                                                | 6                                                                                   |                                                                                     |

| Cronologia completa delle presenze e delle reti in nazionale ― Bosnia ed Erzegovina under 21 | Cronologia completa delle presenze e delle reti in nazionale ― Bosnia ed Erzegovina under 21 | Cronologia completa delle presenze e delle reti in nazionale ― Bosnia ed Erzegovina under 21 | Cronologia completa delle presenze e delle reti in nazionale ― Bosnia ed Erzegovina under 21 | Cronologia completa delle presenze e delle reti in nazionale ― Bosnia ed Erzegovina under 21 | Cronologia completa delle presenze e delle reti in nazionale ― Bosnia ed Erzegovina under 21 | Cronologia completa delle presenze e delle reti in nazionale ― Bosnia ed Erzegovina under 21 | Cronologia completa delle presenze e delle reti in nazionale ― Bosnia ed Erzegovina under 21 |
| Data                                                                                         | Città                                                                                        | In casa                                                                                      | Risultato                                                                                    | Ospiti                                                                                       | Competizione                                                                                 | Reti                                                                                         | Note                                                                                         |
| -------------------------------------------------------------------------------------------- | -------------------------------------------------------------------------------------------- | -------------------------------------------------------------------------------------------- | -------------------------------------------------------------------------------------------- | -------------------------------------------------------------------------------------------- | -------------------------------------------------------------------------------------------- | -------------------------------------------------------------------------------------------- | -------------------------------------------------------------------------------------------- |
| 27-3-2015                                                                                    | Tuzla                                                                                        | Bosnia ed Erzegovina under 21                                                                | 2 – 5                                                                                        | Stati Uniti under 23                                                                         | Amichevole                                                                                   | -                                                                                            | 74’                                                                                          |
| 31-3-2015                                                                                    | Tuzla                                                                                        | Bosnia ed Erzegovina under 21                                                                | 2 – 1                                                                                        | Turchia under 21                                                                             | Amichevole                                                                                   | -                                                                                            | 85’                                                                                          |
| 2-9-2015                                                                                     | Sarajevo                                                                                     | Bosnia ed Erzegovina under 21                                                                | 1 – 2                                                                                        | Kazakistan under 21                                                                          | Qual. Europeo Under-21 2017                                                                  | -                                                                                            | 69’                                                                                          |
| 8-10-2015                                                                                    | Bienne                                                                                       | Svizzera under 21                                                                            | 3 – 1                                                                                        | Bosnia ed Erzegovina under 21                                                                | Qual. Europeo Under-21 2017                                                                  | -                                                                                            | 23’                                                                                          |
| 12-11-2015                                                                                   | Sarajevo                                                                                     | Bosnia ed Erzegovina under 21                                                                | 0 – 0                                                                                        | Inghilterra under 21                                                                         | Qual. Europeo Under-21 2017                                                                  | -                                                                                            | 75’                                                                                          |
| Totale                                                                                       |                                                                                              | Presenze                                                                                     | 5                                                                                            |                                                                                              | Reti                                                                                         | 0                                                                                            |                                                                                              |

## Palmarès

### Competizioni nazionali
- Campionato austriaco: 5

Salisburgo: 2014-2015, 2015-2016, 2016-2017, 2018-2019, 2019-2020
- Coppa d'Austria: 5

Salisburgo: 2014-2015, 2015-2016, 2016-2017, 2018-2019, 2019-2020